# Чистополье (Херсонская область)
Чистополье (укр. Чистопілля) — село в Верхнерогачикской поселковой общине Каховского района Херсонской области Украины.
Население по переписи 2001 года составляло 529 человек. Почтовый индекс — 74431. Телефонный код — 5545. Код КОАТУУ — 6521586001.

## Местный совет
74431, Херсонская обл., Верхнерогачикский р-н, с. Чистополье, ул. Вишнева, 2